# ヤマト (宇宙戦艦ヤマト)
ヤマトは、アニメ「宇宙戦艦ヤマトシリーズ」に登場する架空の宇宙戦艦。メカニックデザイン担当は松本零士、宮武一貴、加藤直之。

## 凡例
本記事は文中に作品名が多く登場するため、冒頭の本節にWikipediaにおける便宜上の作品略称（矢印の右側）を、あらかじめ明記する。
- 『宇宙戦艦ヤマト』→『ヤマト』
- 『さらば宇宙戦艦ヤマト 愛の戦士たち』→『さらば』
- 『宇宙戦艦ヤマト2』→『ヤマト2』
- 『宇宙戦艦ヤマト 新たなる旅立ち』→『新たなる旅立ち』
- 『ヤマトよ永遠に』→『永遠に』
- 『宇宙戦艦ヤマトIII』→『ヤマトIII』
- 『宇宙戦艦ヤマト 完結編』→『完結編』
- 『宇宙戦艦ヤマト 復活篇』→『復活篇』
- 『宇宙戦艦ヤマト 復活篇 ディレクターズカット版』→『復活篇DC版』
- 『宇宙戦艦ヤマト2199』→『2199』
- 『宇宙戦艦ヤマト2199 星巡る方舟』→『星巡る方舟』
- 『宇宙戦艦ヤマト2202 愛の戦士たち』→『2202』
- 『「宇宙戦艦ヤマト」という時代 西暦2202年の選択』→『ヤマトという時代』
- 『宇宙戦艦ヤマト2205 新たなる旅立ち』→『2205』
- PS用ゲーム『宇宙戦艦ヤマト 遥かなる星イスカンダル』→『遥かなる星イスカンダル』
- PS用ゲーム『さらば宇宙戦艦ヤマト 愛の戦士たち』→『PS版さらば』
- PS用ゲーム『宇宙戦艦ヤマト 英雄の軌跡』→『英雄の軌跡』
- PS2用ゲーム『宇宙戦艦ヤマト イスカンダルへの追憶』→『イスカンダルへの追憶』
- PS2用ゲーム『宇宙戦艦ヤマト 暗黒星団帝国の逆襲』→『暗黒星団帝国の逆襲』
- PS2用ゲーム『宇宙戦艦ヤマト 二重銀河の崩壊』→『二重銀河の崩壊』

## 概要
『ヤマト』序盤において、イスカンダルから波動エンジン技術を提供された地球人類が初めて建造した超光速宇宙船。光速を超えるワープ（空間跳躍）により恒星間航行が可能で、大マゼラン雲にあり、地球から14万8000光年離れたイスカンダルへ往復できるよう設計され、完成した。型式名「M-21991式第1種宇宙戦闘艦（戦艦）」。
艦名は、太平洋戦争末期の坊ノ岬沖海戦において、九州南西で撃沈された大日本帝国海軍の戦艦大和に由来する。ガミラス帝国が2192年頃に開始した地球への遊星爆弾攻撃で海が干上がり、海底より露出した戦艦大和の残骸の下で建造され、2199年に就役・出航した。
元々は選ばれた人類と生命種を乗せ地球を脱出するための言わば「ノアの方舟」として建造されていた。イスカンダルからのメッセージ飛来と波動エンジン設計図の入手を機に、地球脱出からイスカンダルへの航海へと計画は変更された。
ガミラス帝国と戦いながら、イスカンダルから2200年9月5日に地球へ帰着した。その後も復興した地球を再び救うため航海や戦闘に出撃した。2203年に自沈し（『完結編』）、修復されて2220年に再就役（『復活編』）している。これ以前に、対白色彗星帝国（ガトランティス）戦を描いた作品のうち『さらば』では、超巨大戦艦への特攻により戦没している。

## 艦体解説

### 艦型
大和型戦艦をベースにしたため水上艦艇に似た外観をしており、離水・着水や潜水航行も可能である。艦首の波動砲やその側面に発射口があるミサイル以外の武装も艦体上部に集中配置されている。
艦体上部中央にそびえる大司令塔には指揮や索敵・通信機能が集中しており、最上部には艦長室、その10メートル下には第一艦橋が設けられている。第一艦橋には艦長以下各班の責任者が詰めて集中管理しており、さらに下に航路策定並びに航海管制に機能特化した第二艦橋が収まる。艦長席の椅子は、艦長室から第一艦橋を通り第二艦橋まで着席したまま移動出来るように設置された貫通レールに乗っている。司令塔真下の位置に艦底から突き出ている第三艦橋は、メインブリッジである第一艦橋のバックアップのためのサブブリッジである。内部設備は、重力下環境で船体が転覆したような状況を想定した上下対称構造になっている。
大気圏内航行時の安定保持のため、左右両舷に収納式の巨大なデルタ翼型主翼（安定翼・可変翼）を装備している。

### 波動エンジン
主機関は、イスカンダルより送られた設計図に基づき急遽製造された波動エンジンである。これによりヤマトはワープ能力を備え、地球の宇宙船にとって初の外宇宙における長距離の恒星間航行が可能になった。『ヤマト』時点の性能では、1回のワープで跳躍できる距離は100光年。さらに、波動エンジンから生み出されるエネルギーによって、ヤマトは従来の地球製宇宙船とは一線を画した戦闘能力を得ている。
また、主機関のほかに補助エンジンを2基装備する。これら補助エンジンは副推進器であると同時に、波動エンジンの始動にも使用される。ヤマトは補助エンジンのみでも通常航行できるが、補助エンジンのみでのワープはできない。

### 兵装
主要兵装は、艦隊決戦兵器である艦首波動砲、主砲・副砲として三連装ショックカノン、煙突ミサイル、艦首・艦尾ミサイル、舷側ミサイル、対空兵装としてパルスレーザー砲など。武器ではないが、艦首部の両舷に各1基装備のロケットアンカーも、敵艦体に打ち込むなど攻撃に用いることができる。
波動砲は波動エンジンのエネルギーをそのまま利用するので、波動エンジンを駆動していないと使えない。また、エネルギー充填に時間がかかり、充填中は他の兵装も使えなくなり無防備になってしまうという欠点がある。波動砲発射後は波動エンジンの出力がゼロになってしまうため、波動エンジン再始動のためのエネルギーを蓄えておく必要もある。そのため、波動砲発射時には戦闘に不要とされる艦内照明や自動通路等は、全て停止させている（『復活編』にて解決）。
波動砲以外の兵装は補助エンジン稼働のみで使用できるので、波動エンジンが使用できない状況でも戦闘可能である。

### 艦載機、艦載艇
艦尾艦底部にエレベーターを使用し立体的に格納することのできる格納庫がある。
艦載機としては、艦尾の射出カタパルト（戦艦大和の水上機用カタパルトと同位置）からコスモゼロ、艦底ハッチよりブラックタイガーやコスモタイガーII、コスモパルサーなどを発進させることができる。艦載機の総数は『復活篇』にて初めて明らかにされたが、それ以前にも『復活篇』での総数に近い数の、50機以上を搭載していると思われる大編隊が護衛している場面がある。
他に惑星探査用の中型機コスモハウンド、内火艇を兼ねた救命艇、上陸用舟艇、中型雷撃艇、修理艇、大気圏内外両用運搬船、各種探索艇、円盤型救命機（イスカンダルでのダイヤモンド大陸水没時に出動）など多数の機体を搭載する。さらにはバルーンダミーのような特殊な装備品をも常備している。

### 居住性能
もともと地球脱出用に設計されていたため、航海が長距離・長期間に及ぶことを想定し、居住性は高い水準にある。艦内には人工重力が働き地上と同じく行動できる。この人工環境に乗員100余名が居住している。
艦長は艦橋頂上部の専用個室、各班の班長クラスの乗組員には専用個室が与えられている。一般の乗組員は寝棚形式の共同の相部屋である。直掩艦載機隊（ブラックタイガー隊）の戦闘員専用の居住ブロックは格納庫に隣接しており、緊急事態にも迅速に対応できるようになっている。
乗員福利施設として、士官食堂や自動配膳の一般食堂（「ヤマト亭」）、ジムを備えた体育館、レクリエーション施設と精神医療施設を兼ねるイメージ投影ルームや冷凍睡眠装置、さらにスナック（「スナックヤマト」）まである。大工場直上の居住ブロックに2階ぶち抜きの映画鑑賞室や男女別の大浴場も設定されていたが本編で描かれることはなかった。
艦内通路はゆるいカーブを描いており、床はオートウォークとなっている。

### 生産設備
自前の艦内工場を備え、艦体維持管理部品や艦載機を含めたミサイルなどの消耗系の兵器弾薬の生産能力を持つ。
食糧に関しても緑黄野菜を自給するヤマト農園で、ある程度は自給自足可能で、農園で生産する野菜や果物の他にも人造タンパク質から肉類も合成され、糖分などの栄養素も植物からとっている。閉鎖的な人工環境を作っていると言えるが、完全ではなく劇中ではビーメラ星で生鮮食料品になる植物の採取を行う描写もある。

## 乗組員
『ヤマト』では総乗組員数は114名となっている。同作における生存者は67名、死亡者は47名。この設定は1977年公開の劇場版『ヤマト』ラストシーンに出された数値である。同作第10話で、複数の女性乗組員の姿が見られるが、その後姿が見られなくなった。その後、『永遠に』での真田澪（サーシャ）まで、森雪以外の女性乗組員は登場しない。
『ヤマト2』の生存者は19名、戦没者は96名。計算すると生存者と戦没者を合わせた総数が115名となるが、この戦没者の中には斉藤始もしくはテレサも含まれていて、ヤマトの総員は前戦役時と同様に114名である。
『新たなる旅立ち』では、新人乗組員代表たちの報告から、少なくとも総勢113名（朝日ソノラマ版の小説では130名）の宇宙戦士訓練学校卒業生が、卒業直後の実践訓練および修復後のヤマトのテスト航海への参加という形で補充されている。これにより、2度目のイスカンダルへの航海は132名以上で行われている。
『ヤマトIII』では、新人隊員40名が乗り込んでいる（新人隊員のほか、輸送船機関長だった赤城大六の様に他の艦船からの転属者も乗り込んでいる）。当初は、京塚ミヤコを始めとする女性乗組員を乗艦させていたが、第9話のラストで星間戦争に巻き込まれる危険性が高まってきたという理由により、森雪以外の女性乗組員を早々に地球へと帰還させている。
『復活篇』では、搭乗人員の人数は不明であるが、艦医の佐々木美晴、折原真帆以下の電算室スタッフといった女性乗組員が多数搭乗している。

### 艦内組織
艦内の基本的な組織として、艦長以下、班とその配下の科により構成される。乗組員の隊員服は班ごとに6パターンの色分けがある。
『ヤマト』から『完結編』までのユニフォームは、襟の色で階級が分かるようになっており、班長クラスは襟が矢印マークと同色で、以下は襟が白である（例外として、『ヤマト』テレビシリーズ初期のユニフォームに班長、隊員に関係なく襟が矢印と同色であったことと、『ヤマトIII』では旧来の乗組員は矢印と襟が同色、新乗組員はその襟に斜めの白線が入っている）。
『復活篇』のユニフォームは両袖に階級がわかるマークが付いており、大村、徳川は長方形マークが2本に逆三角形が1個、2人以外の第一艦橋スタッフ及び佐々木、天馬兄弟は長方形マークが1本に逆三角形1個、一般隊員は逆三角形1個である。
艦長が指揮不能、もしくは不在の場合は艦長代理が艦の指揮を執っている。その後、『ヤマトIII』副長職が新設され、真田志郎・島大介がそれぞれの職務と兼務、『復活篇』では副艦長職が定められて、大村耕作が就任している。

#### 部署
- 戦闘班 - 艦の戦闘全般を統括する部署。
  - 砲術科 - 主砲ほか、火器管制を担当する。隊員服は白地に赤矢印。
  - 飛行科[注 11] - 艦載機の運用を担当する。隊員服は黒地に黄色矢印[注 12]。
- 航海班 - 艦の航海全般を統括する部署。
  - 航海科 - 艦の操舵の他、航路の分析や航路図の作成などを担当する。隊員服は白地に緑矢印。なお、操舵士（＝島大介）の上位にいるはずの「航海士」は登場したことがない。
  - 通信科 - 通信管制や暗号の解読などを担当する。隊員服は黄色地に黒矢印[注 13]。
- 工作班[注 14] - 機関関連を除く艦の補修・整備、新装備の研究・開発などを行う部署。隊員服は白地に青矢印。
- 機関班[注 15] - 機関の運用と補修・整備を担当する部署。隊員服は白地にオレンジ矢印。
- 生活班 - 艦内の衣食住全般を統括する部署。
  - 分析科[注 16] - 未知の惑星の調査などを行う。また、レーダーを担当する。
  - 調理部→炊事科 - 通常の食堂の食事や戦闘配食などを作る。また、精製食糧の管理や、農園での野菜の栽培なども行う。隊員服は水色地に白矢印→黄色地に黒矢印。
  - 医療部→医療・衛生科 - 医療や衛生管理を担当する。服装は白地に赤ライン及び赤十字[注 17]。
  - 特殊医療科 - 捕虜の尋問などを行う。『ヤマト2』にのみ登場。
- 電算室 - 『復活篇』で新たに設けられた部署。索敵・分析・航路探査など、電算関連全般を取り扱う。隊員服はチーフが白地に黒ライン、他は黄色地に黒ライン。

#### 各部責任者
- 艦長：沖田十三→山南修（土方竜〈『さらば』のみ〉）→古代進（戦闘班長と兼任）[注 18]→沖田十三[注 19]→古代進
- 副長：真田志郎（工作班長と兼任）・島大介（航海長と兼任）[注 20]
- 副艦長：大村耕作
- 艦長代理：古代進[注 21]（戦闘班長と兼任）
- 戦闘班 - 戦闘班長：古代進→上条了
  - 砲術科 - 砲術長：南部康雄→郷田実
  - 飛行科 - 航空隊長：加藤三郎→加藤四郎→小林淳（航海長を兼任）
- 航海班 - 航海長：島大介→小林淳[注 22]
  - 航海科 - 航路探査・操艦補佐：太田健二郎→桜井洋一
  - 通信科 - 通信長：相原義一→中西良平
- 工作班 - 工作班長[注 23]：真田志郎→木下三郎
- 機関班 - 機関長：徳川彦左衛門→山崎奨→徳川太助
- 生活班 - 生活班長：森雪
  - 調理部→炊事科 - コック長：K・新谷→チーフ：幕之内勉
  - 医療部→医療・衛生科 - 艦医：佐渡酒造→佐々木美晴（飛行科と兼任）
    - 特殊医療科 - 尋問官：山田安彦[注 24]
- 電算室 - チーフナビゲーター：折原真帆

これらの基本設定が確定したのは『さらば』以降である。

## 諸元
| 全長                    | 263 m 265.8 m 280 m（『復活編』） |
| 全幅                    | 34.6 m（『復活篇』では全幅が大幅に広くなっている） 38.9 m |
| 全高                    | 77.0 m |
| 基準排水量              | 62,000 t |
| 最大速力 （通常航行時） | 光速の99.9% |
| 乗員                    | 114名（『ヤマト』） |
| 主機                    | 波動エンジン×1基（『ヤマト』〜『完結編』）→6連波動エンジン×1基（『復活篇』） |
| 補機                    | 補助エンジン×2基 |
| 兵装                    | - 艦首波動砲×1門（『ヤマト』〜『完結編』）→6連トランジッション波動砲×1門（『復活篇』） - 主砲：48cm[46cm]三連装衝撃砲（正式名称「3連装48糎衝撃波砲」、通称「ショックカノン」）3基 - 副砲：20cm[15cm]三連装衝撃砲（ショックカノン）2基 - 煙突ミサイル×8セル（再装填可） - 艦首ミサイル（魚雷、迎撃ミサイル）発射管×3門×2、後部同×3門×2（『復活篇』で使用弾頭にバリアミサイルの追加） - 舷側ミサイル発射管×8門×2（『ヤマト』では敵ミサイルを防ぐ粘液ミサイルを発射。『復活篇』でバリアミサイルが追加されている） - 連装対空パルスレーザー砲多数 - 3連装対空パルスレーザー砲小数 - 4連装対空パルスレーザー砲多数 - 側面機雷投射機 - 波動爆雷投射機 - 艦底部垂直投下爆雷（PSゲームシリーズのみ）                                              |
| 艦載機・艦載艇          | - コスモゼロ（『ヤマト』『ヤマト2』『新たなる旅立ち』『完結編』）→コスモゼロ21（『復活篇』） - ブラックタイガー（『ヤマト』）→コスモタイガーII（『さらば』〜『完結編』）→コスモパルサー（『復活篇』） - シームレス戦闘機（『ヤマト』） - コスモパルサー重爆撃機「彩雲」（『復活篇』） - コスモハウンド（『ヤマトIII』『完結編』） - 救命艇（『さらば』『ヤマト2』『新たなる旅立ち』『ヤマトIII』） - 上陸用舟艇（『ヤマト2』『永遠に』『ヤマトIII』） - 中型雷撃艇（『ヤマト2』） - 修理艇（『ヤマト』『ヤマトIII』） - 大気圏内外両用運搬船（『ヤマト』） - 100式探索艇（『ヤマト』） - 特殊探索艇（『ヤマト』『ヤマトIII』） - 円盤型救命機（『ヤマト』第25話のみ） - 特務艇（特殊攻撃艦・重攻撃艇） / 突撃揚陸艇「信濃」（『復活篇』） |
| 特殊装備                | - バルーンダミー（『ヤマト』『ヤマトIII』） |

### 本艦のサイズデータについて
上記のデータは、『ヤマト』放送当時の製作会社オフィスアカデミーが1978年に公式資料集・豪華本『宇宙戦艦ヤマト全記録集』を出版した際に固定されたもので、それ以前はヤマトの大きさに関しては、おおむね300メートル以上といった取り決めしかされていなかった。そのため、『ヤマト』放送当時の設定資料を見ると、全長が263メートル、300メートル、330メートルなどとかなり曖昧である。なお、ベースとなった戦艦「大和」は、全長263メートルであった。特に司令塔をはじめとする上構は旧「大和」の残骸が“脱皮”するという描写で劇中登場するため、実物の「大和」よりも大きくはなりえず、ケイブンシャ『宇宙戦艦ヤマト大百科』等に掲載された「大和」「ヤマト」新旧比較図も、両者の全長、全幅は同寸として描かれている。
松本零士は講演会でのファンからの全長に関する質問に対し、「戦艦大和よりも30メートル程度長い、ロケットノズルが付いている分長くなっている、主砲と艦橋の位置は大和と同じ場所にある」と答えている。
大和とヤマトを同じ大きさの絵で並べてみると、艦橋は大和よりも後方に位置しており、艦橋の位置が変わっていないとすると、前部分が延びていることになる。
本作が作成された後の1985年に行われた潜水調査で判明した現実世界の海底に眠る大和の艦橋は本来の位置から外れて艦首に踏まれており、劇中のように立っている形ではない（艦体も内部爆発によって前後に分断しており、後部は転覆している）。
沈没状況は位置以外はこの潜水調査までほぼ不明の状態だった。
さらに上記の諸元は現実的にシミュレーションした場合に矛盾が生じる。特に、以下の3点は制作者側も矛盾を承知の上での演出であり、設定書に矛盾点として明記されている。
1. 設定されたサイズでは、艦載機は数機しか格納できない。
2. 第一艦橋内部が、設定から導かれるサイズに比べて広すぎる。
3. 船の形からロケット型に絞られる艦尾の形状は、立体化すると矛盾が生じる。

以上の点を無理なく収めるサイズに設定すると、ヤマトの全長は500メートルから700メートルぐらいが妥当となる（劇中では40機以上の艦載機を搭載していたため）。
艦内の広さの描写に関しては一定の法則があり、実際の寸法に対して2倍の広さで描くという「倍寸法」での表現でされている。しかし、舷側展望室などの一部の区画は、担当したデザイナーの違い等の原因により、倍寸法以上に広く描写されてしまっている。また、艦橋構造物両舷に装備されたレーダー（旧21号電探、コスモレーダー）は、「大和」では計2枚、「ヤマト」では4枚である。故に艦体や艦橋構造物の寸法設定を拡大しても「大和」残骸に「ヤマト」は収まりえない。なお、リメイク作品である『2199』においては大和の改造ではなく新造とし、また艤装も大和の残骸を「模した」ものとなったため残骸に収める必要性は無くなった。

## 劇中での描写・変遷
宇宙戦艦ヤマト
戦艦大和の艦体を改造して、宇宙戦艦ヤマトとして生まれ変わり、地球を救うための放射能除去装置を受け取りに、イスカンダルまで旅をする。
航海途上、敵の攻撃を受けながら艦体修理を続けられるようにするため、真田志郎の発案による「アステロイドシップ計画」が採用されている。これは小惑星に反重力感応器を打ち込み、ヤマトに引き寄せて装着して擬装する（アステロイドシップ）とともに、攻撃を受けた場合に感応器を操作して小惑星群を艦体の周囲に回転させ（アステロイドリング）、敵の攻撃に対する盾として利用するというものである。なお、ヤマトの初期企画案に「小惑星（岩）にエンジンや武装や艦橋などを艤装し、そのまま船にしてしまう」という奇抜なアイディアがあり、アステロイドシップはその名残である。
第26話では、真田が密かに開発していた追加装備である、敵の光学兵器やエネルギー兵器を反射させる特殊な防御装備「空間磁力メッキ」が使用される。
さらば宇宙戦艦ヤマト 愛の戦士たち
防衛軍上層部の意向により、廃艦処分のうえで記念艦として残されることが決定したが、防衛軍に反発した旧ヤマト乗組員により無断発進する。その後、テレザート星においてテレサから白色彗星帝国の存在を教えられ、地球に戻って白色彗星帝国軍と戦い、最期はテレサとともに敵の超巨大戦艦と刺し違える。
本作では、改修は特にされていない。しかし、第一艦橋のレーダーが、1つから左右に2つ並んだ形状になっているという変更点がある。『新たなる旅立ち』まではこの形状となっていた。
宇宙戦艦ヤマト2
劇中描写は『さらば』とほぼ同じだが、最後はテレサ1人が犠牲となり、ヤマトは地球へと生還する。
本作では、改修が行われている。当初の計画では最新鋭戦艦アンドロメダ同様、自動制御方式が導入されることになっていたが、無断出撃したために導入されずに終わる。その他の改良は、真田志郎や徳川彦左衛門の尽力により、計画通りに行われている。波動エンジンが改造が施されコンパクトになり、空いたスペースを利用して中型雷撃艇を搭載している。波動砲発射後のエネルギー回復力も強化された。主砲にも改良が加えられ、射程距離が長距離で10宇宙キロまで延伸されている。また、新装備として、艦首下部のバルバス・バウ内部には、探査対象空間内で過去に起こった現象をトレースして映像化することができる「タイムレーダー」が装備された。
宇宙戦艦ヤマト 新たなる旅立ち
白色彗星帝国戦での損傷が短期間で修復されているが、特に改修はされておらず、『ヤマト2』終了時点のままである。新たな人員を迎え、練習戦艦（訓練艦）としての任務を与えられている。デスラーよりメッセージで知らされたイスカンダルの危機から、スターシャと古代守を救うため、暗黒星団帝国のマゼラン方面軍と交戦する。
ヤマトよ永遠に
西暦2202年、地球防衛軍司令長官の命令により、真田の主導で、小惑星イカロスで密かに大改修を受けていた。そして、占領された地球を救うため、暗黒星団帝国と交戦する。
本作では、近代化のために大改装され、性能上は第一線級の戦力となっている。新生ヤマトを象徴化するように、艦首上部と艦体側面、第二砲塔上面に錨マークと、各主砲の砲身に参戦章のペイントが施されている。
本作では、艦内の各部設定デザインも新規に描き起こされている。大作戦室は拡大改装され、中央コンピューター室となった。また、第二艦橋や第三艦橋の内部、主砲発射室や格納庫などの艦内も、大幅に内装が一新されている。
波動エンジンは大幅にパワーアップ。また、増幅装置「スーパーチャージャー」を備えたことで、連続ワープ（超長距離ワープ）の使用が可能となった。
波動砲の威力は格段に向上して短時間のインターバルをおいての連続発射が可能となり、波動砲発射室が改装されて発射時の艦内電力供給停止措置も不要となった。主砲はエネルギーチャージ式からエネルギーカートリッジ式に改良されている。また、カートリッジ化に伴いオプション弾の使用が可能になり、カートリッジに波動エネルギーを充填した「波動カートリッジ弾」が開発されている。
そのほかにも、波動エネルギーを充填した新型爆雷「波動爆雷」や、タイムレーダーを撤去した後にハッチを設け、高精度センサーである「三次元センサー」が装備されている。第二艦橋下部に全周囲モニターを用いた天体観測ラボ「全天球レーダー室」を設置している。
宇宙戦艦ヤマトIII
23世紀初頭、太陽核融合の異常増進により絶滅まで1年に迫った人類を救うため、第2の地球となりうる移住可能惑星を探す航海に出る。途中、星間戦争に巻き込まれるも、シャルバート星で譲り受けた「ハイドロコスモジェン砲」によって、太陽を正常化して地球を救う。
本作では、第2の地球探しという任務に見合った改装が施されているが、外観上のデザインの変更点は特にない。舷側にコスモハウンド発進口が追加されている。第15話では、対次元潜航艇用として、亜空間ソナーが作成され、応急改造で三次元センサー部のセンサーそのものへ取り付けされた。また、第25話ではハイドロコスモジェン砲が、上甲板（自動航法装置室）へ取り付けられている。
宇宙戦艦ヤマト 完結編
西暦2203年、水惑星アクエリアスによる地球水没の危機を避けるため、アクエリアスのワープ阻止に出撃する。最終的にアクエリアスのワープを食い止めることはできず、最後の手段として、自爆によってアクエリアスから地球へ伸びる水柱を断ち切る。
本作では、艦首上部と艦体側面の錨マークは消去され、主砲への参戦章（帯の数は3本から変更なし）のみのペイントとなっている。
新たに射撃管制システムが装備された。それに伴い、第一艦橋上部に射撃管制用レーダーが追加され、第二艦橋側面にも指向性アンテナが設置されている。第二艦橋や第三艦橋の内部、主砲発射室や格納庫なども、再度内装がリニューアルされた。
対空用のオプション弾「コスモ三式弾」を存在する、波動カートリッジとほほ同じ大きさ、側面ミサイル発射管より発射、弾頭は空中で爆発して内部から多量の小爆弾が出る、劇中には未登場である。前部上甲板に、「探査衛星発射用カプセルミサイル打ち上げランチャー」（4連）も新設されている。
中盤では、ディンギル帝国の「ハイパー放射ミサイル」に対する防御装備として「対ハイパー放射ミサイル艦首ビーム砲」が、三次元センサーの代わりに艦首下部に設置される。
宇宙戦艦ヤマト 復活篇
西暦2220年、対ディンギル帝国戦役時のアクエリアスの水柱を断ち切るために自沈した後に修復と大改装が行なわれ、第3次移民船団護衛艦隊旗艦として再就役。『永遠に』と同様に艦首上部と艦体側面に錨マークのペイントが施されているが、第二砲塔上面には無い。また、主砲の3本帯の参戦章はなくなっているほか、艦内設備も大幅に改変された。全長は280メートルに延長され、全幅も大幅に広げられた。
艦幅が広くなって格納庫スペースが劇的に拡大し、搭載艦載機は60機に増加し、艦底ハッチは2基に増設されている。艦載機は2220年の主力機であるコスモパルサーと同重爆撃機（重爆機）仕様とコスモゼロ21へと更新され、艦首底部には突撃揚陸艇の「信濃」を格納可能となった。
第三艦橋は大型化され、電算室が設けられている。
波動エンジンは、波動炉心が6連大炉心1基に増設され、波動砲も6連射が可能となったが、発射前の充填時と発射後の再充填に時間がかかるという弱点も生まれている。
主砲がエネルギーカートリッジ式から、建造当時初期のエネルギーチャージ式に改装され、主砲発射室内の要員も再び3名になっている。また、艦首・艦尾・舷側ミサイルの使用弾頭に、バリアミサイルが追加されている。

## リメイクアニメ
『ヤマト』のリメイク作品である『2199』を初作とする本シリーズでは、原作アニメにおける矛盾点（#本艦のサイズデータについておよび#こぼれ話を参照）を解消するため、ヤマトの設定も再構築されている。
具体的には艦体サイズが大きくなり、乗員も大幅に増加している。設定制作では、第一艦橋が旧作に近い形で見せられるサイズから逆算して全長を決め、実寸に合うよう内部構造などを決めていった。また、建造工程も戦艦大和の残骸からの直接改造から、戦艦大和の残骸を模した艤装を施したうえでの新造に変更されている。
メカニカルデザインは玉盛順一朗が担当。艦内のデザインは高倉武史や山根公利などが主に担当している。

### 概要（リメイクアニメ）
恒星間航行用超弩級宇宙戦艦。識別番号は「BBY-01」。2199年進宙。
元は「イズモ計画」用の移民船として建造されていたが、物語開始の1年前にイスカンダルから「次元波動エンジン」の技術供与を受け、地球人類史上初の恒星間航行用宇宙船として建造された。ガミラスによる発見を避けるため、遊星爆弾によって干上がった九州坊ノ岬沖の戦艦大和の残骸に偽装して建造が進められた。
後述の波動砲の封印を経て地球へ帰還した後には記念艦として海底ドックに安置されていたが、帝星ガトランティスとの交戦に際して地球連邦防衛軍の波動砲艦隊構想にもとづく戦列復帰が決定し、波動砲の再装備を含めた大改装を受けている。
なお、『ヤマトという時代』では、戦艦大和は2141年に残骸の調査を経て2145年には元通りに復元され、「第二次世界大戦終結二百周年式典」にて海上に浮かぶ姿を披露したうえでそのまま海底へ沈められており、先述の偽装についてはもとより後述の史実（詳細は#こぼれ話を参照）との違いについても補完されている。ただし、復元後に改造したかについては、作中では明言されていない。このアイデアは玉盛によるものであり、復元された戦艦大和（ひいてはオリジナルの戦艦大和）から素材を多少なりとも流用することで、その遺伝子を受け継いだという形にしたかったとのこと。

### 艦体解説（リメイクアニメ）
艦体の基本的アウトライン、一般配置は原作アニメとほとんど同じである。ただ、旧設定画や『2199』以前では最新となるバンダイのプラモデル製品「1/350宇宙戦艦ヤマト」の寸法に比べ、艦体平面型がより細長いものに変更されている。特に艦首から2番主砲塔にかけては極めて細く華奢な形状であり、アサガオ型フレア構造が弱められ、ブルワークを備えた艦首先端平面型は半円型ではなく尖りを帯びた形状になった。
艦体中央には司令塔がそびえ立っている。司令塔は原作アニメに比べると若干艦体に対する相対的なサイズが大きくなり、原作における外観のサイズに比して艦橋内部スペースが広すぎるという矛盾が解消された。なお、第一艦橋上部（アンテナの基部）には測距儀が搭載され、波動砲の照準に使用されている。アンテナの下には通信･観測ヤードが備わっている。
艦底部は兵装が少ない分重装甲になっており、水上等では艦を上下逆さまにした「潜水艦行動」と呼ばれる状態がある。
艦内は露天甲板を第1甲板として、上層は第012甲板（艦長室）まで、下層は第12甲板（第三艦橋）までの全24階層となっており、第一艦橋（第010甲板）から第三艦橋までの全22階層を貫く主幹エレベーターが存在する。
原作アニメ同様、両舷には格納式の安定翼が備わっている。原作とは異なり複数の折りたたみ構造になっているほか、喫水線を境に上面が艦体上半分と同じ濃い灰色に、下面が艦底部と同じ赤で塗り分けられている。
イスカンダルへの到着後には波動砲制御室にコスモリバースシステムが設置され、ヤマト自身がコスモリバースシステムそのものへ改造された。これによって波動砲は封印された。詳細は#兵装（リメイクアニメ）を参照。

#### 艦橋（リメイクアニメ）
原作アニメ同様、艦の上甲板よりそびえ立つ司令塔に、艦長室、第一艦橋、第二艦橋を持ち、艦底から第三艦橋が突き出している。
第一艦橋の設定は原作アニメとほぼ同じだが、古代の席の左隣がアナライザー専用となっているほか、太田の席と真田の席が入れ替わって『復活篇』と同様の並びになっている。また、両角に折り畳み式の予備科員席や、太田の席から移動する予備操縦席も追加されている。後方には原作アニメ同様の主幹エレベーターに直結した扉のほか、その内側に非常用階段への扉がある。中心部には原作アニメ同様次元羅針盤があり、球が2層構造で、内部のヤマトはホログラフとなっているために普段は映っていない。羅針盤は自動航法室と連携している模様で、自動航法室関連で異常が発生した場合、羅針盤の映像にも異常が出ている。3交代制設定を取り入れたため、古代たち以外の人物が席に着くこともある。
第二艦橋は設定が大きく変更され、内部が強固な防壁によって隔てられた二重構造となっている。防壁の内側は戦闘指揮所(CIC)となっており、戦闘時に第一艦橋要員が移動して運用されるという、原作にない第二艦橋の様子が描かれている。
第三艦橋も設定が変わっており、本シリーズでは慣性制御や波動防壁（後述）の制御を担う艦橋となっている。ただし、原作アニメと同じく予備艦橋としての運用も可能で、無重力時や逆さ重力時に対応するために、いくつかのコンソールは原作同様天井にも逆さに設置されているが、通常は艦がどのような体勢になっても艦内は慣性制御によって通常状態を維持できるので、基本的には使用されていない。6つの二重窓が存在しており、普段は隔壁が閉じられているが、『2199』第24話でイスカンダルの海へ着水している際などには開かれているのが確認できる。艦への乗降ハッチも兼ねている点は原作アニメと同様。
『2202』では「第一次改装」により、第二副砲塔下方に予備艦橋として第四艦橋が新設された。

#### 機関（リメイクアニメ）
主機関には、イスカンダルの技術供与により製造された「ロ号艦本イ400式次元波動缶」（次元波動エンジン、通称：波動エンジン）を1基装備している。波動エンジンによって、ワープ（時空跳躍）能力を備えることになり、長距離の恒星間航行が可能になった。なお、次元波動エンジンの最後の部品として「波動コア」が別途イスカンダルから送られており、それを波動エンジン内に装備することによって初めて起動が可能となる。
また、副機関として「艦本式コスモタービン改」を8基・2軸装備する。また、別表記として「補助機関（74式推進機関）」というものも見られる。なお、『2199』第3話で徳川機関長が読んでいるマニュアルによると、補助機関は2種類存在し、第1補助機関が「激光74型レーザー核融合炉」、第2補助機関が「艦本式コスモタービン改」となっている。その詳細は以下の通り。
第1補助機関はヘリウム3燃料ペレットを使用するレーザー核融合炉で、第2補助機関の始動補助に使われるほか、艦内設備への電力供給用として利用される。そのため一度始動した後は常時運転状態とされている。
第2補助機関がいわゆる補助エンジン。基となっている「艦本式コスモタービン」は従来型の宇宙艦船用の核融合機関とされる。波動エンジンの始動には相当量の反物質を必要としており、第2補助機関は反物質生成機の起動に用いられる。また、それ以外でも高機動加速機関（つまり補助推進機）としても使用されるとのこと。ただし、燃料消費が激しいので必要時以外は停止状態とされている（実際『2199』劇中では戦闘時以外はサブノズルを点火していないことが多い）。
つまり波動エンジンは、第1補助機関始動→そのエネルギーで第2補助機関始動→そのエネルギーで反物質生成機起動→生成した反物質を用いて波動エンジン始動というプロセスを踏んでいるということになる。
なお、『2199』第2話での波動エンジンの初始動時には、接近するガミラスの惑星間弾道弾着弾まで、ドックのある地下都市を停電させてまで電力を回しても足りず、世界中の地下都市からの莫大な電力供給を受けて、ようやく始動を間に合わせることが出来た。

#### 兵装（リメイクアニメ）
搭載している兵装の種類・数に原作アニメとの大きな違いはないが、設定の変更や追加が複数ある。
艦首に装備されている波動砲に「次元波動爆縮放射機」という正式名称が付加されている。『2199』第24話で、イスカンダルにおいて締結された「地球イスカンダル和親条約」に基づき封印される。
主砲・副砲として三連装陽電子衝撃砲塔（通称：ショックカノン）を装備。それぞれ口径が48サンチと20サンチに改められている。波動エンジンからのエネルギー供給を受けて稼動する陽電子ビーム砲で、波動エンジン停止時は数発しか撃てないと設定されている。また、司令塔前方の3砲塔は実体弾（三式融合弾、通称：三式弾）も射撃可能と設定されている。司令塔後方の2砲塔は下部に機関室や艦載機格納庫があり、給弾室のスペースが確保できなかったため、実体弾は使用できない。
このほか、艦首および艦尾に魚雷発射管を計12門、両舷側面にも短魚雷発射管を計16門装備し、艦橋後方に煙突型の8連装ミサイル発射塔を1基、艦底部にもVLSとしても運用できるミサイル発射管を8門装備するほか、対空砲として司令塔両舷に2連装から4連装の高角速射光線砲塔（通称：パルスレーザー）を多数装備しており、それ以外にも速射光線機関砲塔や近接防御火器を装備している。さらに、煙突状構造物の後方、マストの付け根には94式爆雷投射機が装備されている。

#### 艦載設備（リメイクアニメ）
原作アニメでは実質1つしか存在していなかった格納庫が、本作では複数存在している。『2199』では戦闘機38機（予備機含む）、偵察機2機、輸送機2機を搭載。また、そのほかにも航宙艇や地上用車両も搭載している。
原作アニメにおける格納庫は「後部中央第二格納庫」にあたる。ヤマトの艦内容積と艦載機の総数における矛盾を解消するため、格納庫は円筒状の機関室の周囲を取り巻くように可動式艦載機パレットを配置した、ロータリー方式となっている。パレット1枚につき表裏1機ずつ計2機を固定可能で、上下区別なく整備ができるように内部は無重力状態となっている。発艦は1機ずつ発進口の位置まで移動させ、後ろ向きに艦の真後ろ斜め下方向へ射出する仕組みである。着艦時は昇降ハッチに設置された誘導ビームと牽引ビームを使用する。搭載しているのは、『2199』ではコスモファルコン36機（二個航空隊分32機+予備機4機）。
後部甲板直下には、コスモゼロ用として「第一格納庫」が設定されている。2機のみ搭載できる小規模の格納庫で、発進の際には両側のスライド式ハッチが開いて機体を艦外まで移動させ、ジャッキで押し上げた後にカタパルトに固定し、射出する。また、この格納庫に隣接する2番副砲塔下部部分には「内火艇格納庫」も設定されている。発着艦ハッチは第一格納庫のハッチの隣にある。90式内火艇2隻を収容している。
さらに、艦底部両舷のバルジ部分をハッチと解釈し、「第三格納庫」が設定されている。アームで発着艦を行い、第一・第二格納庫と違ってガミラス機など全く別規格の機体等も問題なく収容できる。『2199』では空間汎用輸送機SC97 コスモシーガル2機、100式空間偵察機2機を収容している。
このほか、第一主砲塔前部には作業用装載艇6隻を格納する「作業用装載艇格納庫」、艦底部ドームにはキ8型試作宙艇1機や特2式多目的換装車6両を格納する「高圧対応格納庫（地上用車両格納庫）」が設定されている。

#### 自動航法室
原作アニメでも自動航法装置の設定は存在していたが、『2199』では大きくスポットを当てられている。
艦首ドーム部に存在する、イスカンダルへの航路情報を有する施設で、最重要施設であるため、基本的に乗員の立ち入りは禁じられている。物語当初はユリーシャ・イスカンダルから伝えられた航路図のデータがインプットされているとされており、その一方で乗員の間では「開かずの間」と呼ばれ、綺麗な女性の幽霊が出ると噂されていた。『2199』第17話でその実態が語られ、航路図が実は存在せず、事故ないしテロによって意識を失ってしまったユリーシャ本人を自動航法室の中核とし、その記憶をトレースすることで航路図を得ており、幽霊の正体もユリーシャの精神体だった。自動航法室の真実は当初、沖田と真田しか知らなかったが、『2199』第17話において沖田の一存で乗員全員へ発表される。
また、ユリーシャの入っていたカプセルは、生命維持装置としての機能を有し、地球帰還の際に通過した亜空間内でデスラーの襲撃を受けて被弾し、瀕死の状態となった森雪の生命維持に用いられた。
『2202』では、ゴレム突入の際、桂木透子（「サーベラー」からコピーされた「純粋体」）がカプセル内に入り、誘導やゴレム内のゲートの開放等を行ったが、ズォーダーに場所を気付かれ、ニードルスレイブの集中攻撃で破壊された。

#### 居住性能（リメイクアニメ）
科員居住区は、一番主砲塔のやや前から艦橋下にかけての区画に存在する。通路は原作アニメと異なり直線状で、床はオートウォークではない。
原作アニメ同様、居住性は高い。艦内は重力・慣性制御によって1Gを保たれており、長期航海における乗組員の負担を減らすために「映像ルーム」「トレーニングルーム」「大浴場」など福利施設が多数存在する。責任者クラスの乗組員には個室が与えられており、下士官クラスでも二段ベッドの2人部屋である。
大食堂は原作アニメと違いメニューは豊富であり、バイキングのような形式をとっている。しかし、『2199』第15話で食糧供給システムのオムシス（後述の#生産設備（リメイクアニメ）を参照）が不調になった際には、パン1個にドリンク1本だけのわびしいメニューになっている。

#### 防御装備（リメイクアニメ）
原作アニメにおけるヤマトの異常な耐久力の理由付けとして、次元波動理論を応用した防御システム「波動防壁」（次元波動振幅防御壁）が新たに設定されている。
20分程度の短時間ではあるが、ビームや実弾などあらゆる攻撃から艦体を防御することが可能になっている。通常は艦体に薄く纏うように展開されるが、一定方向に最大展開すると楕円体状の青いシールドがヤマトを覆うように展開され、明確に目視できるようになる。また、部分的な展開も可能で、発砲時には射線を塞がないようにその部分のみシールドに穴を開けている。ドメル艦が第三艦橋にとりつき自爆した時やデスラー総統府に艦体を直撃させた時も波動防壁を展開させてほぼ無傷だった。
なお、ガミラス側は波動防壁を「ゲシュ=タム・フィールド」ないし「ゲシュ=タム・ウォール」と呼称している。

#### 生産設備（リメイクアニメ）
食糧に関しては、主計長の管轄下に、食料供給システム「O・M・C・S」（"Organic Material Cycle System" の略で「オムシス」と読む）が存在すると設定されている。
補修部品などに関しては、『2199』では艦内工場こそ存在していないが、艦前部区画には資材加工室や資材生産設備モジュール等が存在しており、コスモナイト90鉱石からコンデンサーを製造するなど、簡単な部品生産は可能となっている。資材は戦闘で破壊した敵艦や敵基地の残骸、航海途中で立ち寄った惑星等から補給している。『2202』では改装により艦内工場が増設されている。

#### その他の装備（リメイクアニメ）
その他の装備として、ロケットアンカー（艦首両舷）、特殊探照灯（煙突両脇に片舷4基、計8基）、超空間通信装置、VLBI望遠鏡および艦橋両脇の左舷に赤ランプ、右舷に緑ランプを装備する。
また、艦首バルバス・バウにはメインレーダーアンテナ等が装備されており、空間ソナーに亜空間トランスデューサーとして転用したワープ機関のサブシステムを接続することで、亜空間ソナー（次元アクティブソナー）も使用できるようになる。

### 乗組員（リメイクアニメ）
乗員数は999名で原作アニメから大幅に増加している。また、女性乗組員も多数乗り込んでおり、男女比は約7：3となっている。3交代制が導入されており、『2199』においては古代の交代要員は南部と北野、島の交代要員は太田と林、雪の交代要員は岬と西条、真田の交代要員は新見と桐生、徳川の交代要員は山崎、南部の交代要員は北野、太田の交代要員は林、相原の交代要員は市川がそれぞれ務めている。

#### 艦内組織（リメイクアニメ）
原作アニメの組織をベースに、海上自衛隊の護衛艦の組織構造を踏まえた設定となっている。
戦術科
旧戦闘班。護衛艦における砲雷科と飛行科を統合した部署。艦内常装（ユニフォーム）は白地に赤ライン（スーツ・タイプとボトムスインタイプ（旧作型）の2種）。
砲術士、宙雷士、整備士がいる。
航空隊
旧戦闘班飛行科。護衛艦における飛行科。艦内常装は男女共に黒地に黄色ラインの軽装航空服およびフライトジャケット。
甲板部
本シリーズ新規部署。艦内常装は男女共に濃いオレンジ地に黒ラインのツナギとベストにキャップ。
艦体の補修作業や艦載機の運用など、原作の工作班の役割の一部を引き継いでいる。
航海科
旧航海班。護衛艦における航海科。艦内常装は男子は白地に緑ライン、女子は黄緑地に黒ライン。
航路の作成や宇宙気象の分析等を担当している。
船務科
旧生活班分析科及び通信班。護衛艦における船務科。艦内常装は男女共に黄色地またはオレンジ地に黒ライン。
情報・電測・船体消磁・通信・暗号・航空管制・電子機器整備等を担う。
技術科
旧工作班。護衛艦に該当する部署はない。艦内常装は男子は白地に青ライン、女子は青地に黒ライン。
本シリーズでは敵兵器や宇宙事象の解析、新装備の開発が主な担当で、艦体の補修作業等は担っていない。
機関科
旧機関班。護衛艦における機関科。艦内常装は白地にオレンジライン、一部ブーツ着用（スーツ・タイプとボトムスインタイプの2種）。
波動エンジンの運用を担当するほか、艦内のダメージコントロールも担っている。
主計科
旧生活班。護衛艦における補給科。艦内常装は男女共にオレンジ地に黒ライン。
食糧のみでなく、各種物資の管理・補給も担っている。
衛生科
旧生活班医療・衛生科。護衛艦における衛生科。艦内常装は佐渡が白地、男子が水色地に黒ライン、女子がベージュピンク地に黒ライン、いずれも「MEDIC」のマーク有り。
保安部
本シリーズ新規部署。護衛艦に該当する部署はないが、役割としては警務隊に相当する。艦内常装は男女共に灰色地に黒ライン。作戦行動時はさらに、ゴーグル付きのヘルメットや戦闘用ベスト、肘や膝用のプロテクターと手袋を着用する。
艦内の警備・警務・保安面を担当。ヤマト計画に際して新たに設置された部署であるため、名称も「科」ではなく「部」になっている。本来は警務隊出身者が就くべき部署だが、部長の伊東以下情報部出身者（イズモ計画・反ヤマト計画派の息がかかっている者）が多い。
空間騎兵隊
『2202』で追加された部隊。白兵戦などを担当する。
正式な部署ではなく、本来は第十一番惑星に配備されていた部隊であり、同惑星での戦闘において救出され、そのまま成り行きで同道することになった。

#### 責任者
| 部署   | 役職     | 2199                   | 2202                   | 2205                          | 3199                          |
| ------ | -------- | ---------------------- | ---------------------- | ----------------------------- | ----------------------------- |
| 全体   | 艦長     | 沖田十三               | 土方竜（第13話〜）     | 古代進                        | 山南修（第5話〜）             |
| 全体   | 副長     | 真田志郎（技術長兼任） | 真田志郎（技術長兼任） | 島大介（航海長兼任）          | 真田志郎（技術長兼任）        |
| 戦術科 | 戦術長   | 古代進                 | 古代進                 | 北野哲也                      | 土門竜介（第5話〜）           |
| 戦術科 | 砲雷長   | 南部康雄               | 南部康雄               | 仁科春夫                      | 仁科春夫                      |
| 戦術科 | 航空隊長 | 加藤三郎               | 加藤三郎               | 山本玲                        | 山本玲                        |
| 戦術科 | 掌帆長   | 榎本勇                 | 榎本勇                 | 榎本勇                        | 榎本勇                        |
| 航海科 | 航海長   | 島大介                 | 島大介                 | 島大介                        | 島大介                        |
| 航海科 | 気象長   | 太田健二郎             | 太田健二郎             | 林繁                          | 林繁                          |
| 船務科 | 船務長   | 森雪                   | 森雪                   | 西条未来                      | 西条未来                      |
| 船務科 | 通信長   | 相原義一               | 相原義一               | 市川純（『3199』では第6話〜） | 市川純（『3199』では第6話〜） |
| 技術科 | 技術長   | 真田志郎               | 真田志郎               | 新見薫                        | 真田志郎                      |
| 技術科 | 情報長   | 新見薫                 | （不明）               | （不明）                      | 新見薫                        |
| 機関科 | 機関長   | 徳川彦左衛門           | 徳川彦左衛門           | 山崎奨                        | 山崎奨                        |
| 機関科 | 応急長   | 山崎奨                 | （不明）               | （不明）                      | （不明）                      |
| 主計科 | 主計長   | 平田一                 | 平田一                 | 平田一                        | 平田一                        |
| 衛生科 | 衛生長   | 佐渡酒造               | 佐渡酒造               | 佐渡酒造                      | 佐渡酒造                      |
| 保安部 | 保安部長 | 伊東真也               | （不明）               | 星名透                        | （不明）                      |

### 諸元（リメイクアニメ）
| 艦種                    | 超弩級宇宙戦艦 |
| 識別番号                | BBY-01 |
| 全長                    | 333.00 m |
| 艦体幅                  | 43.60 m |
| 最大幅                  | 61.77 m（安定翼展開時：87.72 m） |
| 艦体高                  | 94.54 m |
| 最大高                  | 99.47 m |
| 最大速力 （通常航行時） | 亜光速 |
| 乗員                    | 999名（『2199』時） |
| 主機関                  | ロ号艦本イ400式次元波動缶（通称：波動エンジン）×1基 |
| 副機関                  | 艦本式コスモタービン改（74式推進機関）×8基・2軸（核融合推進方式） |
| 兵装                    | - 次元波動爆縮放射機（200サンチ口径、通称：波動砲）×1門 - 主砲：48サンチ三連装陽電子衝撃砲塔×3基（第一、第二砲塔のみ実体弾も射撃可能） - 副砲：20サンチ三連装陽電子衝撃砲塔×2基（第一砲塔のみ実体弾も射撃可能） - 魚雷発射管×12門（艦首および艦尾両舷） - 短魚雷発射管×16門（両舷側面） - 八連装ミサイル発射塔×1基（煙突部） - ミサイル発射管×8門（艦底） - 94式爆雷投射機（マスト付け根） - 12.7サンチ四連装高角速射光線砲塔×8基 - 8.8サンチ三連装高角速射光線砲塔×4基（『2199』）→2基（『2202』〜） - 12.7サンチ連装高角速射光線砲塔×8基 - 7.5サンチ連装高角速射光線砲塔×10基（『2199』）→18基（『2202』〜） - 7.5サンチ三連装速射光線機関砲塔×4基 - 司令塔近接防御火器×2基                                                           |
| 艦載機 艦載艇 艦載車両  | - 第一格納庫 - 零式52型空間艦上戦闘機 コスモゼロ×2機（『2205』以降：1機） - 第二格納庫 - 『2199』 - 99式空間戦闘攻撃機 コスモファルコン×32機（+予備機4機） - 『2202』 - 1式空間戦闘攻撃機 コスモタイガーII×32機（+予備機4機） - 『2205』 - 1式空間戦闘攻撃機 コスモタイガーII×16機（+予備機2機） - 『3199』 - 1式空間戦闘攻撃機 コスモタイガーII×8機（予備機含む） - 試製空間戦闘攻撃機 コスモパイソン×6機（予備機含む） - 試製次元潜航艇 コスモハウンド×1機 - 第三格納庫 - 試製艦載戦術戦闘機 コスモタイガーI×1機（『2202』） - 空間格闘戦闘機DWG262 ツヴァルケ×1機（『2202』） - 空間汎用輸送機SC97 コスモシーガル×2機 - 100式空間偵察機×2機 - その他 - キ8型試作宙艇×1機 - 90式内火艇×2隻 - 作業用装載艇×6隻 - 特2式多目的換装車×6両 |
| 特殊装備                | - 波動防壁（次元波動振幅防御壁） - 亜空間ソナー |

### 劇中での描写・変遷（リメイクアニメ）
宇宙戦艦ヤマト2199 / 宇宙戦艦ヤマト2199 星巡る方舟
イズモ計画用の移民船として建造が進められていたが、劇中1年前のイスカンダルからの技術供与により、宇宙戦艦ヤマトとして完成させられ、イスカンダルまでの航海を行う。なお、戦艦大和の残骸への偽装については、海底ドックで建造していた当時に飛来した遊星爆弾の爆撃が原因の地形変化や海水蒸発により、艦体が地表に露出してしまったためと理由付けされている。
『星巡る方舟』では3Dモデルが若干改良されており、『2199』で手描きによって補完されていたディティールの一部がモデルに組み込まれている。
『2199』制作時、デザインを担当した玉盛は航海途上での改修による形状変化なども考案していたが、単艦での未知の航海というストーリーゆえに大幅な改装はやや無理があることと、3Dモデルを作り直す手間がかかったり、使用モデルを間違えるミスが起きる可能性もあったりしたため、実現しなかった。また、制作初期のラフ画稿では、イズモ計画時代の艦のデザインも描かれている。
宇宙戦艦ヤマト2202 愛の戦士たち
軍籍を消されてコスモリバースシステムの依り代となっていたが、軍の「波動砲艦隊計画」による大改装（第1次改装）を受けて戦列復帰が決まる。決起したヤマト乗組員によって無断発進した後、ガミラス大使館による地球政府への交渉を経て、テレザート星への航海を追認される。
本作では前述の通り改装が施されたという設定で、デザインが若干変更されている。上述の『2199』での改修案に、『さらば』のデザインの要素を取り込んだものとなっている。外観上のデザイン変化としては艦首が切り詰められて艦尾ノズルが大型化されているほか、艦体側面の肥大・喫水線の上昇・パルスレーザーの増設・第四艦橋の増設などがある。艦内には関しては、居住区画が削減されて艦内工場が新設されていることや、第一艦橋のレーダーが『さらば』に準じたものになっていることなどの変更点がある。
本来はイズモ計画用に建造されたという設定にちなんで「アステロイドシップ」が使用されており、旧アステロイドリングに相当する「ARGOシステム」として応用されている。
物語終盤にはさらなる大改装（第2次改装）が施され、最終決戦仕様となる。艦の内外に波動実験艦「銀河」から様々な兵装やシステムが移設されているほか、外観上のデザイン変化としては対空兵装の増加やコスモレーダーの大型化が挙げられ、艦載機はコスモタイガーII三座型に積み替えられている。
玉盛は、デザインを現代にふさわしいものという視点で捉え直してCGならではの表現も取り入れ、必要なものを入れて不必要なものを描かないようにしたという。
宇宙戦艦ヤマト2205 新たなる旅立ち
ガトランティス戦役後、高次元世界から帰還したヤマトへの科学調査ののち、第三次改装を受け第65護衛隊旗艦となる。『2202』時と比べたデザイン上の変化としては、艦首ブルワークと艦尾メインノズルの形状が再度変更された。また、主砲側面や対空砲座周辺部に増加装甲が加わった一方、艦橋は側面が削られ若干スリムになっている。そのほか、艦体表面には過去作だと手描きのディテールアップ時のみ描かれていたパネルラインが追加されている。マーキング各種も全体的に見直された。
イスカンダルやテレザート星への長期航海の実績を基に超光速航行時における推進装置ならびに船体形状の最適化が行われ、支援船を搭載可能とするべく艦載機格納庫には大規模な改装が施されたという。

## 同型艦
2000年代以降の作品では、同型艦が新たに登場するようになる。基本的に小林誠が考案・デザインした艦である。

### 波動実験艦ムサシ
『復活篇DC版』に登場する。デザイン担当は小林誠。
主船体の基本形状はヤマトと同じだが、司令塔が大幅にアレンジされている。司令塔前後の副砲塔や煙突、両側のパルスレーザー群などがオミットされ、司令塔が前後に広がっている。司令塔上の艦橋は3つに分かれており、最上部に第一艦橋と同じ外観をした艦橋、2段目は曲面状の窓を持つ艦橋、3段目はドーム状の窓を持つ大きな艦橋となっている。また、ヤマトでいう第三艦橋の部分のデザインも、ヤマトとは異なる。
波動砲には砲栓がつけられている。地球連邦のロゴの上に「武蔵」という艦名が表記されたエンブレムが、砲栓部や司令塔側面および上面、艦首側面などにマーキングされている。
なお、『2202』でも設定上は存在するとされている。

### 航宙戦艦シナノ
「小林誠復活篇アートカレンダー2012」に描かれた、小林誠が私的に考えた艦。
デザインは、『ヤマト2』の地球側空母のような艦後部に飛行甲板を備えたものとなっている。飛行甲板側面には特務艇の発進口が複数ある。武装はほとんどがヤマトと異なるものに変わっており、飛行甲板追加部分はもちろんのこと、前部甲板の主砲塔も2列に並べられた対空砲に置き換えられている。
あくまで小林個人が考えたもので、本人曰く「モウソウの産物」とのこと。件のカレンダーは公式ファンクラブサイト「ヤマトクルー」にて公式に販売されたものだが、シナノ自体は『復活篇』の公式設定ではない。

### 波動実験艦 銀河
『2202』『2205』『3199』に登場する。デザイン担当は小林誠、玉盛順一朗。
波動システムを含むヤマトの本体をコピーして建造された、次世代航宙艦艇開発のための研究艦。ヤマトからコスモリバースシステムを移設されている。

#### デザイン（銀河）
小林が描いたムサシのデザインをベースとして3Dモデルがまず作られ、本作用に修正が加えられている。玉盛は艦橋構造物を中心にディティールアップを行っており、「産業革命の後でネオゴシックの時代、エッフェル塔のようなクラシカルな雰囲気を取り入れることができるのはないのか？」と考え、観測ドームのテイストを取り入れるなど、小林のデザインを整理する形で関わったという。
主艦体の基本形状は『2202』版のヤマトとほぼ同じだが、艦橋の形状や波動砲に砲栓があること、主砲塔の測距儀が無いことなどはムサシと共通しており、要約すると『2202』版ヤマトにムサシの要素を組み合わせた格好となっている。本艦独自の要素として、艦体の舷側には窓が大量につけられている点がある。また、第三艦橋の形状はヤマトともムサシとも異なっている。なお、艦橋構造物のボリュームがヤマトよりも大きいことから、玉盛は喫水線を上げる案も出していたが、本艦はデザイン作業と並行してプラモデルの製作も行われており、アイデアを出した時にはもう日程的に変更が困難だったため、採用されなかった。
艦首砲栓部にはムサシと同様に地球連邦のエンブレムと艦名がマーキングされているが、司令塔の側面や上面のマーキングはムサシと異なり、地球連邦防衛軍のものとなっている。また、艦首上部には錨マークがある。『2205』ではマーキングが改訂され、『2202』に比べると控えめなものになっている。

#### 作品内設定（銀河）
元々は次元波動理論を研究するための実験用の艦として真田志郎が基本設計を行った非戦闘艦だったが、ガトランティスとの戦争の激化に伴って軍が方針を転換し、コスモリバースシステムを軍事利用するための戦闘艦として完成した。建造は艦長の藤堂早紀のもとで行なわれており、ヤマトが地球から無断発進する際に残留した面々も関わっている。
コスモリバースシステムを波動エネルギーの制御デバイスとして用いることにより、周辺空間の波動コアを共鳴させることが可能。これは、コスモリバースシステムに指向性を持たせた技術であり、適切な増幅により友軍艦の波動防壁強化や、強烈な指向性を持たせて増幅を行うことで波動コアを暴走をさせて敵の次元波動機関にダメージを与えるといった応用が可能である一方、コスモリバースシステムのブラックボックスからの干渉により、銀河自身は火器の使用や直接の戦闘を行なえないという制約を抱えている。このブラックボックスは『宇宙戦艦ヤマト2199』でヤマトがコスモリバースシステムを「受け取った後でも」三式融合弾やショックカノン等の武装類を運用できていた。これは、「コスモリバースシステムの核たる人間の意思」の問題であり、「波動砲の使用禁止を約束した」沖田艦長の意志がブラックボックスとして宿っていたため「波動砲に類似した技術を組み込んだ兵器」、すなわち「軍事利用されたコスモリバースシステム」にブラックボックスが反応したことで全武装が使用できなくなった。
時間断層内で自己増殖シミュレーションを続ける人工知能（AI）と連動した指揮AIが搭載され、AIの戦術プランに乗組員が判断承認を出す形で運用されている。山崎奨からは「効率だけを重視している極端な未来」と評されている。
白色彗星の侵攻を食い止めることが主任務だが、戦局が一定以上不利になった場合の第二プランとしてイズモ計画の再来ともいえる「G計画」という任務も帯びており、地球人類の子孫を残すため、正規乗員のほとんどがその母体となる女性で構成されている。

#### 劇中での登場（銀河）
第18話冒頭で艦の一部のみ映る形で初登場。第19話から本格的に登場し、正規乗組員のほか、白色彗星に墜落していくヤマトから脱出した乗組員で運用される。コスモリバースを応用した戦術でガトランティス艦隊を食い止めるが、人間味の無いAIの冷徹な戦術にヤマト乗組員は悪印象を抱く。
その後、G計画の発令によって戦闘を放棄しようとするが、白色彗星に突入したアンドロメダ改からのヤマト救出の支援要請を受け、なおもG計画を推し進めようとする指揮AIを早紀が破壊し、コスモリバースシステムを限界まで稼働してアンドロメダ改の拡散波動砲を増幅させ、ヤマトの救出に貢献する。その結果、指揮AIとコスモリバースシステムの両方を失ったことでG計画はもとより戦闘継続も困難になったため、ヤマトに各種武装を移設して火星宙域に留まり、見送る。ガミラス艦隊との共同による地球圏の最終防衛戦への参戦を経て半年後には、ガトランティスによって表面を大きく削られた月をアステロイドシップで再建する作業に携わっている。

『2205』でも引き続きガトランティス戦争の被害の後処理を行っており、崩壊した土星の修復計画も予定されている。また、ガミラスから薮助治を招いて次元潜航艇コスモハウンドの実験を行う予定だったが、ガミラスとボラー連邦との間に戦争が起こりかけているという微妙な星間情勢から、ガミラスとの技術交流を大っぴらに見せつけるのは控えるべきという判断が下され、この任務は遠洋航海に出る第65護衛隊へ移管される。

## 他作品に登場したヤマト
ヤマトシリーズ関係
YAMATO2520
『完結編』の約200多年後の世界を舞台にしたOVA作品。第18代宇宙戦艦YAMATOが主役艦で、設計元である第17代宇宙戦艦YAMATOも登場。第18代YAMATOはシド・ミードによるデザインであり、オリジナルから大幅にアレンジされている。
新宇宙戦艦ヤマト
松本零士原作の漫画。北極の大氷底海で1000年間眠りながら大規模な拡大と改造が行われており、「大（グレート）ヤマト」と呼ばれる。準同型艦として「まほろば」も登場している。
また、過去の回想やデータ映像などでオリジナルのヤマトも登場しており、「あらゆる概念について無知で、それで宇宙さえも自分がつくったと思い込んでいた哀れな男」によって1000年前に破壊されたとされている。また、本作ではオリジナルのヤマトは艦長席、戦闘班長席、航海長席に計3個が据え付けられた「二型二号次元空間羅針儀」によって針路を決定していたという設定になっている。
大YAMATO零号
松本零士原作のアニメ。主役艦として大ヤマト零号が登場。ただし、本作は元々上記の『新宇宙戦艦ヤマト』をアニメ化する予定のところを、権利関係の都合でヤマトシリーズと無関係な世界観の本作に改変されたものであるため、本艦もヤマトシリーズとの設定上のつながりはない。
SPACE BATTLESHIP ヤマト
アニメ第1作の実写化映画。実写映像に合わせデザインが若干アレンジされているほか、艦体サイズが大幅に上がっている。

ヤマトシリーズ以外の松本零士作品へのゲスト登場
火聖旅団 ダナサイト999.9
終盤で、アルカディア号やクイーン・エメラルダス号と共にゲスト登場。
銀河鉄道999
エターナル編から登場。『999』の世界では『ヤマト』の物語は遥か過去のものであり、ヤマトは伝説の宇宙戦艦という設定。999号の傍を通過して惑星メタブラディに向かい、アルカディア号、クイーン・エメラルダス号、まほろばと共闘してメタノイドの戦艦を撃退したり、999号の進路を塞いでいた障害物を破壊するために波動砲を発射したりしている。
また、艦首の形状がヤマトと異なる（波動砲の砲口の代わりに、甲板より上に用途不明の開口部がある）試作艦も登場する。ワープ航法のテスト航海を行っており、その最中に999号と遭遇して追い越した後、再びワープに入って姿を消した。エターナル編を基にしたアニメ『銀河鉄道999 エターナル・ファンタジー』でも、ラストでアルカディア号やエメラルダス号と共にゲストメカとして登場している。
松本零士999 〜Story of Galaxy Express 999〜
第7章にゲスト登場。イスカンダルでネオガミラスとの交戦に駆けつける。
コスモウォーリアー零
バトルアナライザーが探す伝説の宇宙戦艦ヤマトとして登場。
ホタルナ妖
最終話にて999号、アルカディア号、クイーン・エメラルダス号と共に1カットのみ登場。

その他作品へのゲスト登場
宇宙怪獣ガメラ
少年の夢の中の出来事という形でガメラと共演。映像はアニメの流用。

## こぼれ話
大和の沈み方
沈没した戦艦大和の状態は、史実と劇中で大きく異なる。1985年7月の海底調査で船体が2つに破断して主砲塔は艦体から分離して艦橋付近も粉々であることが判明したため、アニメ第1作のように左へ大きく傾いているものの比較的原形をとどめている状態とは、大きく異なっていることが明らかとなった。この事実を知ったプロデューサーの西﨑義展は、落胆したという。
ヤマトの窓の数や色
『完結編』までのシリーズ中、第一艦橋や第二艦橋の窓の数は頻繁に変化する。第一艦橋内部から見ると第一艦橋の窓は5個だが、外部から見た窓の数は第一艦橋が4から5個、第二艦橋が4から6個。(『ヤマト2』では、アンドロメダが待ち伏せたときの対決シーンで一度第一艦橋、第二艦橋共に7枚になっている。その他のシーンでは前作同様である。)『復活篇』では第一艦橋が5個、第二艦橋が6個、『SPACE BATTLESHIP ヤマト』では第一艦橋が5個、第二艦橋が7個となっている。プラモデルやPSゲームシリーズではほぼ第一艦橋が5個、第二艦橋が6個で統一されている。また、窓ガラスの色はアニメ第1作では無色か青、『さらば』から『ヤマトIII』までは緑、『完結編』『復活篇』ではオレンジ色となっている。『SPACE BATTLESHIP ヤマト』では無色透明で、外から艦橋内へズームしていく演出が導入されている。リメイクアニメでは第一艦橋が5個、第二艦橋が6個に統一されており、窓の色は『2199』『星巡る方舟』では緑、『2202』では青となっている。
艦首のデザイン
戦艦大和の艦首には菊の御紋が付けられていたため、西崎は「これが無いとヤマトとは言えず、絶対に必要だ」と主張した。一方、メカニックデザインも担当した松本零士は反戦の立場からこれを認めなかった。クリンナップを担当した宮武一貴は両者の意見に配慮し、艦首に波動砲を配置した。これにより、通常はそれと分からないが、正面からは砲口が菊の御紋を引っ込めたような形に見えるようになっている。